# كربونات الرصاص الثنائي
كربونات الرصاص الثنائي مركب كيميائي له الصيغة PbCO3، ويكون على شكل مسحوق بلورات أبيض. تجدر الإشارة إلى أن عدد أكسدة الرصاص في هذا المركب +2 كما يظهر الاسم. تعرف كربونات الرصاص القاعدية باسم  أبيض الرصاص أو إسبيداج (أو الإسفيداج).

## الخواص
- انحلالية مركب كربونات الرصاص الثنائي في الماء النقي ضعيفة جداً، إلا أنها تزداد في حال وجود ثنائي أكسيد الكربون المنحل في الماء، وذلك نظراً لتشكل البيكربونات.
- بالتسخين يتفكك مركب كربونات الرصاص الثنائي بسهولة محرراً ثنائي أكسيد الكربون.

## تواجده في الطبيعة
يتواجد مركب كربونات الرصاص الثنائي في الطبيعة على شكل معدن السيروسيت.

## التحضير
يحضر مركب كربونات الرصاص الثنائي من تمرير غاز ثنائي أكسيد الكربون في محلول من خلات الرصاص الثنائي، 
أو من إضافة محلول ملح للرصاص إلى محلول كربونات الأمونيوم على البارد

## الاستخدامات
- لا توجد تطبيقات لمركب كربونات الرصاص الثنائي النقي. ولكن بإضافة كربونات قلوية إلى الكربونات على الساخن أثناء ترسيبها نحصل على كربونات الرصاص القاعدية Pb(OH)2.2PbCO3، التي لها لون أبيض لامع وكانت تستعمل كخضاب يعرف باسم أبيض الرصاص له مقدرة عالية على التغطية، بالإضافة إلى مقدرة جيدة على الالتصاق. إلا أن سمية هذا المركب حد من استعماله بسبب التسمم بالرصاص.

## السلامة
مركبات الرصاص سامة.